# Волома (Муезерский район)
Во́лома (карел. Voloma) — посёлок Муезерского района Республики Карелия России. Административный центр Воломского сельского поселения.

## Общие сведения
Расположен на южном берегу озера Ховдаярви, через которое протекает река Чирко-Кемь, на автодороге в 32 км к югу от посёлка Муезерский, в 1 км от железнодорожной станции Сонозеро линии Петрозаводск — Костомукша. Через посёлок протекает река Кожала.
Основан в 1962 году, в 1969 году в посёлке построен первый в СССР цех по производству технологической щепы.
В посёлке действует средняя школа, амбулатория, дом культуры, библиотека, дом детского творчества, дом престарелых, лесничество Муезерского леспромхоза, лесозаготовительное предприятие Воломский КЛПХ «Лескарел».

## Достопримечательности
Сохраняется памятник истории — Братская могила 3-х неизвестных советских лётчиков бомбардировочной авиации ВВС Карельского фронта, погибших в бою близ Воломы в 1942 году. Останки лётчиков и обломки самолёта были обнаружены близ Воломы в 1979 году.

## Население
В 1980 году численность населения посёлка составляла 2051 чел.
| 2002 | 2009  | 2010  | 2013 |
| ---- | ----- | ----- | ---- |
| 1431 | ↘1170 | ↘1018 | ↘961 |

## Улицы
- ул. 23 Съезда
- ул. Антикайнена
- ул. Гагарина
- пер. Зелёный
- ул. Лесная
- ул. Мира
- ул. Октября
- ул. Олимпийская
- ул. Приозёрная
- пер. Речной
- ул. Садовая
- ул. Сонозеро
- ул. Сосновая
- ул. Строителей
- ул. Школьная